# Kenny Lala
Kenny Lala (* 3. Oktober 1991 in Villepinte) ist ein französischer Fußballspieler mit Wurzeln aus Martinique. Der rechte Außenverteidiger steht seit Januar 2023 beim französischen Erstligisten Stade Brest unter Vertrag.

## Karriere
Der in Villepinte geborene Lala begann seine Karriere beim Amateurverein ES Parisienne, bevor er im Jahr 2008 zum Paris FC wechselte. Nach zwei Jahren im Reserveteam, wurde er zur Saison 2010/11 in die erste Mannschaft des Drittligisten befördert. Nach einer guten Spielzeit wurde er mit diversen Erstligisten in Verbindung gebracht. Am 15. Juni 2011 unterschrieb er beim FC Valenciennes einen Vierjahresvertrag. Sein Debüt bestritt er am 6. November 2011 beim 1:1-Unentschieden gegen Stade Rennes. In den folgenden Jahren bestritt er auch zahlreiche Einsätze für das Reserveteam.
Im Juni 2017 wechselte Lala ablösefrei zu Racing Straßburg, wo er einen Zweijahresvertrag unterzeichnete. Sein Ligadebüt bestritt er am 5. August 2017 gegen Olympique Lyon. Sein erster Treffer gelang ihm am 28. Oktober, beim 2:2-Unentschieden gegen den SCO Angers. Am 21. Januar 2019 verlängerte Lala seinen zum Saisonende 2018/19 auslaufenden Vertrag um zwei weitere Jahre.
Anfang Februar 2021 wechselte er zum griechischen Verein Olympiakos Piräus. Im Januar 2023 kehrte er nach Frankreich zurück und schloss sich Stade Brest an.

## Erfolge
- Französischer Ligapokal: 2019 (Racing Straßburg)
- Spieler des Monats der Ligue 1: Dezember 2018